# Apriona rixator
Apriona rixator là một loài bọ cánh cứng trong họ Cerambycidae.